# Vizir
Vizir ili štitnik za oči je površina koja štiti oči tako da ih zasjenjuje od sunca ili drugog blještavog svjetla, te štiti od nekih predmeta. Danas su mnogi štitnici prozirni, ali prije nego što su proizvedene otporne prozirne supstance (kao polikarbonat) štitnici su bili neprozirni kao maske s malim rupama za gledanje i disanje. Takvi su:
- kaciga kao dio oklopa koji štiti oči
- vrsta kape koja sadrži samo štitnik i sredstvo kojim se pričvrsti za glavu
- bilo kakva okomita površina na bilo kojoj kapi ili kacigi
- bilo kakva vodoravna površina na bilo kojoj kapi ili kacigi
- naprava u automobilu koju vozač ili suvozač može spustiti preko jednog dijela vjetrobrana da se zaštiti od sunca (štitnik za sunce)

Neke moderne naprave nalikuju i nazivaju se štitnicima, kao na primjer štitnik kod hokeja na ledu.
Vrste modernih prozirnih štitnika uključuju:
- proziran ili poluproziran prednji dio motociklističke zaštitne kacige ili zaštitne kacige koju nosi policija u slučaju nasilja
- štitnik za lice koji koriste građevinari
- štitnik za oči koji štiti od sunčeve svjetlosti na kacigi u američkom nogometu
- štitnik koji štiti oči od sunčeve svjetlosti na kacigi kod pilota
- zeleni štitnik za oči koji su prije nosili knjigovodstveni revizori i drugi zaposleni u vidno intenzivnim,detaljima orijentiranim zanimanjima.